# Chemical Pioneer Award
Der Chemical Pioneer Award ist eine seit 1966 vergebene Auszeichnung des American Institute of Chemists für herausragende Leistungen in der Chemie, im Chemieingenieurwesen und für Leistungen für den Berufsstand der Chemiker (for chemists and chemical engineers who have made outstanding contributions advancing the science of chemistry or impacting the chemical industry or the chemical profession).
Unter den Preisträgern finden sich fünf frühere und sechs spätere Träger des Nobelpreises für Chemie.

## Liste der Preisträger
- 1966: Carl Barnes, Johan Bjoksten, Herman A. Bruson, Charles H. Fisher, Robert M. Joyce, Charles C. Price, Eugene G. Rochow
- 1967: Vladimir Haensel, William E. Hanford, Henry B. Hass, Carl S. Marvel, Benjamin Phillips, David W. Young
- 1968: Ralph A. Connor, James D. Idol, Glenn Theodore Seaborg, Max Tishler
- 1969: Orlando A. Battista, Irving E. Levine, Roy Plunkett, William Toland, Harold C. Urey, Hervery H. Voge
- 1970: Gerald J. Cox, Tracy Hall, Foster D. Snell, William J. Sparks
- 1971: C. Kenneth Banks, Oliver W. Burke, Sterling Handricks, Everett C. Huges, Joseph H. Simons
- 1972: Paul Hogan, Hermann F. Mark, Alex G. Oblad, E. Emmett Reid, Lewis Sarett
- 1973: Melvin A. Cook, Carl Djerassi, Paul Flory, Percival C. Keith, Bart Van't Riet
- 1974: Charles C. Hobbs, Samuel E. Home, Charles J. Plank, Paul B. Weisz
- 1975: Herbert Charles Brown, Rachel Fuller Brown, Elizabeth Lee Hazen, Linus Carl Pauling, Christiaan Van Dijk
- 1976: Rowland C. Hansford, Edwin T. Mertz, Wilson C. Reeves, Jerome S. Spevack
- 1977: John Kollar, Henry McGrath, Donald F. Othmer
- 1978: George E. F. Brewer, Karl Klager, Lewis G. MacDoowell, John Patton
- 1979: Karl P. Cohen, Paul Harteck, Barnett Rosenberg, Leo Sternbach, Alejandro Zaffaroni
- 1980: Paul Hugh Emmett, Denis Forster, Stephanie Kwolek, Robert M. Milton
- 1981: Robert L. Banks, Elias James Corey Jr., Ralph Landau, Quentin F. Soper
- 1982: Alexander Mills, Herman Pines, Roy L. Pruett, Alfred Saffer
- 1983: Harry George Drickamer, Allen S. Russell, Barry Trost
- 1984: Isabella Karle, Robert MacAllister, Alan MacDiarmid, Ira E. Puddington
- 1985: William Breneman, Alan S. Hay, Raymond Seymour, Otto Vogl
- 1986: Harry W. Cover, Robert D. Lundberg, James F. Rooth, Howard Zimmerman
- 1987: Federick E. Bailey, James Economy, Herbert S. Eleuterio, Daniel W. Fox
- 1988: Frederick J. Karol, George Robert Pettit, Barry Sharpless, John H. Sinfelt, Robert C. West
- 1989: Harry R. Allcock, Herman S. Bloch, David R. Bryant, Burton Christenson
- 1990: Frank Albert Cotton, Michael J. S. Dewar, James L. Dye, Paul G. Gassman
- 1991: Michel Boudart, Edith M. Flanigen, Herbert S. Gutowsky, Jack Halpern
- 1992: Fred Basolo, Ralph Hirschmann, George W. Parshall, Gilbert Stork
- 1993: Derek H. R. Barton, Robert Bruce Merrifield, George A. Olah, Jule A. Rabo
- 1994: Norman L. Allinger, Frederick Hawthorne, John D. Roberts, Alan H. Cowley
- 1995: Ray Baughman, Ralph Parson, Gábor A. Somorjai, Owen Webster
- 1996: William Hettinger, George Keller, Fred McLafferty, Kyriacos Costa Nicolaou
- 1997: Gregory Choppin, Attila E. Pavlath, Jerrold Meinwald, Murray Goodman
- 1998: John E. Bercaw, Stephen J. Benkovic, Albert I. Meyers
- 2000: Richard A. Adams, Robert Bergman, Lawrence F. Dahl, Wilfried Mortier, Kenner Rice
- 2002: Gerald Jaouen, Julius Rebek
- 2004: Keki H. Gharda, Eric Jacobsen, Michael Pirrung
- 2005: Bassam Shakhashiri, Steven L. Suib, C. N. R. Rao
- 2006: Glenn Crosby, David Devraj Kumar
- 2007: Magid Abou-Gharbia, Dennis Y. M. Lo, Alan G. Marshall
- 2008: E. Gerald Meyer, Barnaby Munson
- 2009: Keith Carron, Debashsi Mukherjee
- 2010: Sossina M. Haile
- 2011: James Christner
- 2012: Robert Lochhead, Helen Free
- 2013: Henry Schaefer, Tom Tritton
- 2014: Anthony Cheetham, Ann M. Valentine, Robert Langer
- 2015: kein Preis vergeben
- 2016: Rebecca L. Cann, Donna Blackmond, Michael Wasielewski
- 2017: Paul A. Craig, Jeffery W. Kelly, Marek W. Urban
- 2018: Kenneth S. Suslick, Vicki H. Grassian, Mercouri Kanatzidis
- 2019: William H. Starnes, Peng Chen, Richard B. Kaner
- 2020: kein Preis vergeben
- 2021: Benjamin Cravatt, Veronica Vaida, Jonathan L. Sessler
- 2022: Alison Butler, Chi-Huey Wong
- 2023: Robert F. Savinell, Kara L. Bren
- 2024: Jin-Quan Yu
- 2025: Dale L. Boger, Theodore Goodson